# Adam Müller

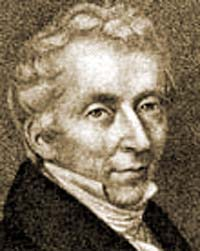
Adam Müller.

Adam Heinrich Müller (Berlín, 30 de junio de 1779 - Viena, † 17 de enero de 1829) Escritor, crítico, economista y político alemán. Teórico de la llamada Escuela Romántica Alemana.
Formado en derecho, filosofía y ciencias naturales, su amistad con Gentz fue de crucial importancia en su vida: le introdujo en el estudio de la ciencia política, le llevó a convertirse al catolicismo siendo protestante (su familia le preparó para la carrera teológica protestante), fue bien recibido en la corte austríaca de Metternich encomendándole a lo largo de su vida varios cargos de importancia relativa tras el Congreso de Viena.
Sus inicios teóricos fueron de marcado signo liberal haciendo un corrosiva crítica de un escrito de Fichte donde éste planteaba su utopía nacional cerrada, postura que pasados los años Müller abrazaría obsesivamente.
Su cuerpo teórico es denso y no sistematizado con constantes contradicciones.

## Pensamiento político
Partiendo desde sus inicios liberales su pensamiento acabó siendo la justificación de las políticas reaccionarias de los vencedores de Napoleón. Su pensamiento copió los conceptos de Fichte sobre el Estado orgánico. Aquí presenta pocas ideas nuevas: El Estado es un todo y cada parte que lo conforma tiene solo existencia si está participando en el Todo. Estos conceptos unidos a los que generará la crisis de conciencia de finales del siglo XIX serán el origen del totalitarismo.
La idealización del Estado medieval y los tintes místicos con que describe las estructuras institucionales son otros los rasgos de su pensamiento político. Su Estado es la unión de terratenientes, con sectores burgueses productivos (nunca comerciales) y políticos profesionales que deben dirigir las riendas del Estado y la estructura social de ese Estado estaría formada por la Nobleza (tierra), la Burguesía (trabajo o capital material) y la Clero (capital espiritual). En ningún momento se explicita nada sobre las incipientes clases trabajadoras porque en su idealización la industria o, mejor dicho, el fenómeno de la Revolución industrial es omitido.
Pero por lo que Müller fue rescatado de la Historia, precisamente por los ideólogos del Tercer Reich es por lo que para él era la justificación del Estado: la guerra.

## Pensamiento económico
Estudia la propiedad, la riqueza, los factores de producción y quizá su aspecto más curioso es su teoría del dinero.
La propiedad. Rompe con el concepto clásico que él denomina "propiedad privada absoluta" que Müller asegura destruye la unión nacional por eso la compara con la idealizada "propiedad privada" medieval que era usufructaria: tanto propietarios como trabajadores sacaban beneficio uno por ser propietario y otro por emplear su trabajo. Nótese que Müller nunca rehúsa del derecho de propiedad justificando a los grandes terratenientes prusianos y austríacos.
La riqueza. Su estudio comienza describiendo las cosas por su valor que puede ser privado o cívico, es decir la riqueza es a la vez privada y pública. Esa riqueza es material y espiritual (que él definía como personas y relaciones: cultura, tradiciones). Müller definió el objeto de la economía política como multiplicación de utilidades de las personas y la multiplicación de cosas espirituales que llevan a la intensificación de la comunidad nacional.
Los factores de producción. No son los clásicos (tierra, trabajo y capital) según Müller son naturaleza, hombre y pasado. El pasado incluye el capital material y espiritual acumulado desde la remota existencia nacional y que sirven de ayuda al hombre moderno para su producción. La naturaleza es la agricultura donde subyace la propiedad de la tierra.
Su teoría del dinero distingue entre dinero mundial y dinero nacional, evidentemente el real es este último basado en los elementos del Estado. El dinero nacional debe ser papel-moneda no moneda metálica que es el dinero del comercio internacional que destroza la convivencia nacional. 